# Out of Time
Out of Time — сьомий студійний альбом рок-гурту R.E.M..

## Список композицій
Всі пісні нарисані  Білл Беррі, Пітер Бак, Майк Міллз і Майкл Стайп.
Перша сторона
1. "Radio Song" (разом з KRS-one) – 4:12
2. "Losing My Religion" – 4:26
3. "Low" – 4:55
4. "Near Wild Heaven" – 3:17
5. "Endgame" – 3:48

Друга сторона
1. "Shiny Happy People" – 3:44
2. "Belong" – 4:03
3. "Half a World Away" – 3:26
4. "Texarkana" – 3:36
5. "Country Feedback" – 4:07
6. "Me in Honey" – 4:06

## Учасники запису
R.E.M.
- Білл Беррі — ударні, конга (3), бас-гітара (8, 10), фортепіано (4), бек-вокал (4, 7, 10)
- Пітер Бак — гітара, мандоліна (2, 8)
- Майк Міллз — бас-гітара, бек-вокал, орган (1, 3, 6, 8, 10), фортепіано (7), клавесин (8), ударні (8), вокал (4, 9); клавішні і аранжування (2, 9)
- Майкл Стайп — вокал, бас-мелодіка і аранжування (5), бек-вокал (4, 9)

## Позиції в чартах
| Чарт            | Позиція |
| --------------- | ------- |
| Австралія       | 4       |
| Австрія         | 1       |
| Бельгія         | 1       |
| Велика Британія | 1       |
| Данія           | 1       |
| Європа          | 1       |
| Ірландія        | 10      |
| Італія          | 5       |
| Канада          | 1       |
| Нідерланди      | 1       |
| Німеччина       | 2       |
| Нова Зеландія   | 3       |
| Норвегія        | 4       |
| Португалія      | 2       |
| США             | 2       |
| Угорщина        | 7       |
| Фінляндія       | 1       |
| Франція         | 6       |
| Швейцарія       | 3       |
| Швеція          | 7       |
| Японія          | 26      |